# نادر الذهبي
نادر عبد اللطيف الذهبي (7 أكتوبر 1946 - )، سياسي أردني و‌رئيس وزراء سابق.

## حياته
ولد في عمان لأب وأم من أصول دمشقية. بدأ حياته المهنية في سلاح الجو الملكي الأردني، ثم أصبح قائد سلاح الجو الملكي الأردني ثم ترأس مجلس إدارة شركة الخطوط الجوية الملكية الأردنية في الفترة الممتدة من 1994 إلى 2001 قبل تعيينه وزيرا للنقل. ترأس منذ 2004 منطقة العقبة الاقتصادية الخاصة، وهي منطقة اقتصادية حرة التي أقيمت العام 2002 في مدينة العقبة.
في يوم 22 نوفمبر 2007 كلفه الملك الأردني عبد الله الثاني بن الحسين بتشكيل الحكومة، وظل يتولى مسئولية رئاسة الحكومة حتى استقالته من منصبة يوم 9 ديسمبر 2009.

## دراسته
- تخرج من كلية الحسين بعمّان عام 1969.
- حصل على بكالوريوس هندسة الطيران من أكاديمية السلاح الجوي اليونانية عام 1982.
- في عام 1987 حصل على شهادة الماجستير في الهندسة الجوية من معهد كرانفيلد للتكنولوجيا في بريطانيا.
- حاصل على ماجستير بإدارة الأعمال من جامعة اوبرنفي الولايات المتحدة.

## وظائفه قبل توليه رئاسة الحكومة
- نائب رئيس هيئة الأركان الجوية للدعم اللوجستي بالفترة من 1992 إلى 1994.
- رئيس مجلس إدارة خطوط الفالكون الأردنية 1994.
- الرئيس والمدير التنفيذي للخطوط الملكية الأردنية عام 1994.
- رئيس منظمة الخطوط الجوية العربية بعامي 1994 - 1995.
- عضو مجلس إدارة اياتا بالفترة من 1995 إلى 1998.
- رئيس منظمة اياتا بعامي 1996 - 1997.
- وزير النقل بالفترة من 2001 إلى 2003.
- وزير السياحة والآثار من 2003 إلى 2005.
- رئيس منطقة العقبة الاقتصادية الخاصة عام 2004.

## وصلات خارجية
- خبر تعيين نادر الذهبي رئيسا للوزراء على قناة العربية